# Hanns-Lilje-Stiftung
Die Hanns-Lilje-Stiftung fördert in evangelischer Verantwortung den Dialog von Kirche und Theologie mit Wissenschaft, Technik, Wirtschaft, Kunst und Politik. Sie ist eine rechtsfähige Stiftung des bürgerlichen Rechts und eine kirchliche Stiftung im Sinne des § 20 des Niedersächsischen Stiftungsgesetzes. Benannt wurde sie nach dem ehemaligen hannoverschen Landesbischof Hanns Lilje. Die Geschäftsstelle der Stiftung hat ihren Sitz im Hanns-Lilje-Haus in der Altstadt von Hannover.

## Entstehung
Im Jahr 1989 hat die Synode der Evangelisch-lutherischen Landeskirche Hannovers die Gründung der Hanns-Lilje-Stiftung beschlossen und stattete sie mit einem Kapital von 20 Millionen DM aus. Aufgabe der Stiftung ist es „… in evangelischer Verantwortung den beständigen Dialog von Kirche und Theologie mit Wissenschaft, Technik, Wirtschaft, Kunst und Politik zu fördern“, so die Satzung.
Seit 1989 wurden über 1.910 Projekte mit einem Fördervolumen von knapp 16,2 Millionen Euro gefördert. (Stand: 2024) Die Hanns-Lilje-Stiftung gehört zu den größten fördernden kirchlichen Stiftungen in Deutschland.

## Förderschwerpunkte
Die Hanns-Lilje-Stiftung unterstützt in evangelischer Verantwortung den Dialog von Kirche und Theologie mit allen Bereichen des gesellschaftlichen Lebens. Dazu entwickelt sie im Zusammenwirken von Geschäftsstelle und Kuratorium eigene Schwerpunkte und Initiativen. Die Schwerpunkte lauten:
1. Die Zukunft von Politik und Gesellschaft
2. Die Bedeutung von Wissenschaft, Technik und Wirtschaft für das Leben
3. Die bildende Kraft von Kunst und Kultur

Die Schwerpunkte der Stiftung sollen den jeweiligen Dialogpartnern Möglichkeiten eröffnen und sie dazu anregen, im Rahmen ihrer Vorhaben Erfahrungen, Einsichten und Erkenntnisse zu gewinnen, die fruchtbare Wirkung auf die eigenen Lebens- und Arbeitszusammenhänge entfalten. Zukunftsorientierte Themen, Fragen und Lösungsansätze finden besonderes Interesse, indem die Vorhaben Wahrnehmungen schärfen, Sichtweisen und Einschätzungen auf den Prüfstand stellen oder neue Handlungsoptionen ins Blickfeld rücken. Darüber hinaus verfolgt die Stiftung mit den von ihr geförderten, wie auch mit ihren eigenen Projekten das Ziel, öffentliche Debatten anzustoßen und Einfluss auf Entwicklungen in Politik, Kultur und Gesellschaft zu nehmen.
Die Schwerpunkte bezeichnen Felder, in denen der Beitrag von Kirche und Theologie als Partner des Dialogs in besonderem Maße gefordert und dringlich erscheint. Dabei sind diese Bereiche nicht voneinander isoliert. Vielmehr überschneiden sie sich in vielfältiger Weise und sind als Betrachtungs-, Analyse- und Handlungsrahmen zu verstehen, innerhalb derer auch durchaus verwandte oder sogar identische Gegenstände und Probleme aus unterschiedlichen Blickwinkeln thematisiert werden können.

## Organisation
Das Kuratorium ist das Organ der Hanns-Lilje-Stiftung. Es ist Vorstand der Stiftung im Sinne des § 86 in Verbindung mit § 26 des Bürgerlichen Gesetzbuchs. Das Kuratorium besteht aus zwölf Personen des öffentlichen Lebens. Sie werden durch den Personalausschuss, bis 2019 durch den Kirchensenat, der Landeskirche berufen. Es arbeitet ehrenamtlich und beschließt die Vergabe der Fördermittel. Das Kuratorium tritt dreimal jährlich zusammen, prägt das Profil und die Ausrichtung der Stiftung, entscheidet über die Vergabe der Projektmittel und beschließt den jährlichen Wirtschaftsplan sowie die Jahresrechnung.
Die Geschäftsführung der Stiftung wird von dem Sekretär (Geschäftsführer) bestellt, dieser wird vom Kuratorium benannt. Die Hanns-Lilje-Stiftung wird seit 2008 von Christoph Dahling-Sander, Honorarprofessor an der TU Braunschweig, geführt.
Die Geschäftsstelle der Stiftung bereitet die Beschlüsse des Kuratoriums vor und führt sie aus. Zu ihren Aufgaben zählen außerdem die Durchführung eigener Vorhaben der Stiftung, die Vorbereitung und Organisation spezieller Förderprogramme, die Bearbeitung von Anträgen auf Förderung, das Einholen von externen Gutachten, die Information und Beratung von Antragstellern sowie die Begleitung bewilligter Vorhaben. Das Haus kirchlicher Dienste der hannoverschen Landeskirche übernimmt für die Stiftung Aufgaben der Verwaltung (Personal etc.).
Die Hanns-Lilje-Stiftung ist Mitglied im Bundesverband Deutscher Stiftungen und arbeitet nach den Grundsätzen guter kirchlicher Stiftungspraxis. Sie hat die Selbstverpflichtung der „Initiative Transparente Zivilgesellschaft“ unterzeichnet und macht u. a. die Herkunft und Vergabe ihrer Mittel sowie die Entscheidungsstrukturen öffentlich.

## Stiftungsaktivitäten
Die Hanns-Lilje-Stiftung fördert auf vielfältige Weise.
Sie realisiert eigene Projekte, wie das Hanns-Lilje-Forum, das sich aktuellen Themen der Zeit stellt, und die Loccumer Gespräche, in denen berufsethische Fragestellungen behandelt werden. Die Hanns-Lilje-Stiftung ergreift die Initiative und regt Projekte an, die in Zusammenarbeit mit anderen Trägern verwirklicht werden. Eines davon ist der Landeswettbewerb Evangelische Religion für Schülerinnen und Schüler der SEK II in Zusammenarbeit mit dem Religionspädagogischen Institut Loccum.
Die Hanns-Lilje-Stiftung fördert außerdem Projekte Dritter, die dem Stiftungszweck entsprechen und von unterschiedlichsten Institutionen und Personen organisiert, verantwortet und durchgeführt werden. Ein Beispiel ist das Ausstellungsprojekt „Leben im Verborgenen“, in dem Menschen ohne Pass und Papiere  selbst zu Wort kommen. Ein anderes Beispiel ist der Schüler-Kurzfilmwettbewerb „Woran glauben wir?“ der von der Klosterkammer Hannover und Hanns-Lilje-Stiftung ausgeschrieben wurde. Mehr als 300 Schüler aus Niedersachsen beteiligten sich daran.

## Der Hanns-Lilje-Stiftungspreis
Anlässlich ihres 20-jährigen Bestehens hat die Hanns-Lilje-Stiftung 2009 erstmals den mit insgesamt 20.000 Euro dotierten Hanns-Lilje-Stiftungspreis „Freiheit und Verantwortung“ für herausragende Wissenschaftler sowie für wegweisende Initiativen ausgelobt. Der Hanns-Lilje-Stiftungspreis wird seitdem alle zwei Jahre mit wechselnden Themenvorgaben ausgeschrieben.

## Förderbedingungen
Die Hanns-Lilje-Stiftung hat besonderes Interesse an multidisziplinären und kooperativ angelegten Vorhaben, die den Dialog zwischen Evangelium und Moderne fokussieren. Die Projekte sollen sich in aller Regel den Förderschwerpunkten der Stiftung zuordnen lassen, eine überregionale Wirkung intendieren und einen Bezug zur Evangelisch-lutherischen Landeskirche Hannovers haben. Besonders liegt der Stiftung daran, Vorhaben und Ideen zu unterstützen, die von kirchlichen Einrichtungen nicht ausreichend berücksichtigt werden. Die Stiftung versucht nach eigener Aussage, aktuelle Entwicklungen im Dialog zwischen Kirche und Theologie mit anderen gesellschaftlichen Bereichen aufzugreifen und zu fördern.
Die Stiftung ist frei, nach eigener Gewichtung zu fördern, was sie für wichtig und wen sie für geeignet hält.

## Zustiftung, Stiftungsfonds und Treuhandstiftung
Die Hanns-Lilje-Stiftung bietet an, unter ihrem Dach Stiftungsfonds und Treuhandstiftungen zu errichten. Sie ist offen auch für Zustiftungen, beispielsweise ging 2010 das Vermögen aus der aufgelösten Stiftung Sozialforschung an der Evangelischen Fachhochschule Hannover in den Kapitalstock der Hanns-Lilje-Stiftung über.
2011 wurde der Fonds „Wirtschaftsethik“ aufgelegt. Damit sollen ethische Fragen im Gespräch von Kirche, Theologie und Wirtschaft vorangetrieben werden. Das Fondsvolumen beträgt über 150.000 Euro. Durch Zustiftungen beteiligt sind unter anderem mehrere große Unternehmen.

## Freundeskreis
Der Freundeskreis der Hanns-Lilje-Stiftung bietet die Möglichkeit Projekte zu initiieren und zu begleiten, das Netzwerk der Stiftung zu bereichern und die Öffentlichkeitsarbeit zu unterstützen. Des Weiteren sollen durch die Mitgliedsbeiträge weitere Aktivitäten der Stiftung sowie eigene Projekte ermöglicht werden. Der Vorsitzende ist Buchhändler i. R. Karl Lang.

## Geschäftsführer/Sekretär
- 1989–1996: Pastor Gerhard Wegner (* 1953)
- 1996–2008: Pastor Ralf Tyra (* 1958)
- seit 2008: Pastor Christoph Dahling-Sander (* 1967)

## Vorsitzende des Kuratoriums
- 1989–1994: Altbischof Eduard Lohse
- 1994–2000: Hans May (Direktor i. R. der Akademie Loccum)
- 2000–2006: Eckhard Nagel
- 2006–2010: Jürgen Fitschen
- 2010–2014: Axel Horstmann
- 2014–2016: Susanne Rode-Breymann
- 2016–2020: Carola Schwennsen
- 2020-2024: Thomas F.W. Schodder
- seit 2024: Volker Kirchberg